# 高岡市立国吉中学校
高岡市立国吉中学校（たかおかしりつ くによしちゅうがっこう）は、富山県高岡市にあった市立中学校。

## 沿革
- 1947年（昭和22年）
  - 4月22日 - 国吉村石堤村二か村中学校組合立北礪（ほくと）中学校として開校
  - 11月19日 - 北礪中学校から国吉中学校への改称の許可を受く
- 1951年（昭和26年）3月17日 - 国吉村の高岡市への編入より、高岡市立国吉中学校と改称
- 1959年（昭和34年）11月30日 - 皇太子殿下御成婚記念学校林植樹。この植樹が学校林の始まりとなる
- 1990年（平成2年）4月1日 - 文部科学省勤労生産学習の指定校を受ける
- 1993年（平成5年）4月1日 - 社会福祉協議会よりボランティア活動の指定校を受ける
- 1995年（平成7年）
  - 4月1日 - 文部科学省道徳研究推進の指定校を受ける
  - 10月19日 - 自然を守る生産勤労学習にて中日教育賞を受賞
- 1996年（平成8年）3月3日 - 生徒会善行賞を受賞
- 2001年（平成13年）3月 - 生徒会善行賞を受賞
- 2004年（平成16年）2月 - 生徒会栽培委員会善行賞を受賞
- 2007年（平成19年）
  - 6月24日 - 全日本学校関係緑化コンクール　学校林等活動の部にて準特選を受賞
  - 11月1日 - 生徒会教育功労者表彰（高岡市教育委員会）
- 2008年（平成20年）4月17日 - 生徒会県土美化推進功労者知事表彰
- 2010年（平成22年）4月1日 - ボランティア活動指定校となる（平成22～24年度）
- 2015年（平成27年）6月10日 - 地域環境美化功績者環境大臣表彰
- 2017年（平成29年）5月28日 - 全日本学校関係緑化コンクール　学校林等活動の部にて準特選を受賞
- 2020年（令和2年）
  - 3月31日 - 高岡市立国吉義務教育学校への移行により廃校
  - 4月1日 - 高岡市立国吉義務教育学校開校

## 周辺
- 高岡市立国吉小学校